# Pfalz Dr.I
Pfalz Dr.I là một mẫu thử máy bay tiêm kích của Đức trong Chiến tranh thế giới I.

## Quốc gia sử dụng
German Empire

## Tính năng kỹ chiến thuật
Đặc điểm tổng quát
- Kíp lái: 1
- Chiều dài: 5,50m (18 ft 0½ in)
- Sải cánh: 8,55 m (28 ft 0⅔ in)
- Chiều cao: 2,76 m (9 ft 0⅔ in)
- Diện tích cánh: 17,20m² (185,14 ft²)
- Trọng lượng rỗng: 510 kg (1.124 lb)
- Trọng lượng có tải: 705 kg (1.554 lb)
- Động cơ: 1 × Siemens-Halske Sh.III kiểu động cơ 11 xy-lanh, 119 kW (160 hp)

 Hiệu suất bay 
- Vận tốc cực đại: 190 km/h (118 mph) 190km/h (118mph) trên độ cao 4.000m (13.125 ft)
- Trần bay: 6.000 m[1] (19.680 ft)
- Thời gian bay: 1,5 h

Trang bị vũ khí

- Súng: 2 x súng máy LMG 08/15